# Circonscription de Surma Special
La circonscription de Surma Special est une des 121 circonscriptions législatives de l'État fédéré des nations, nationalités et peuples du Sud, elle se situe dans la Zone Bench Maji. Son représentant actuel est Pregie Baro Chermalo.